# Muchammad Sultonov
Muchammad Imomalievič Sultonov (in russo Мухаммад Имомалиевич Султонов?; Yovon, 22 dicembre 1992) è un calciatore russo, attaccante del KAMAZ.

## Caratteristiche tecniche
È un esterno destro.

## Carriera

### Club
Cresciuto nel settore giovanile del CSKA Mosca, dal 2011 al 2014 ha militato nella seconda squadra della Lokomotiv Mosca, dove ha collezionato 55 presenze segnando 15 reti. Negli anni seguenti ha giocato in PFN Ligi con Spartak Nal'čik, Tosno, Šinnik e Rotor, dove ha messo insieme oltre 180 presenze e vincendo il campionato nella stagione 2019-2020. L'11 agosto 2020 ha esordito in Prem'er-Liga in occasione del match perso 2-0 contro lo Zenit San Pietroburgo.

### Nazionale
Ha giocato nelle nazionali giovanili russe Under-18, Under-19 ed Under-20.

## Palmarès

### Club

#### Competizioni nazionali
- Campionato russo di seconda divisione: 2

Rotor: 2019-2020
Torpedo Mosca: 2021-2022